# Hoplojana distincta
Hoplojana distincta är en fjärilsart som beskrevs av Rothschild 1917. Hoplojana distincta ingår i släktet Hoplojana och familjen Eupterotidae. Inga underarter finns listade i Catalogue of Life.